# Dogwatch Saddle
Dogwatch Saddle är ett bergspass i Antarktis. Det ligger i Östantarktis. Nya Zeeland gör anspråk på området. Dogwatch Saddle ligger 1 212 meter över havet.
Terrängen runt Dogwatch Saddle är huvudsakligen kuperad, men söderut är den bergig. Trakten är obefolkad. Det finns inga samhällen i närheten. 